# Siemens Smartron
Siemens Smartron ist eine Baureihe von Elektrolokomotiven, die seit 2018 auf der Basis der Siemens Vectron bei Siemens Mobility gebaut werden.
Der am 1. März 2018 von Siemens vorgestellte Smartron ist eine vereinfachte Version des Siemens Vectron. Das Fahrzeug wird nur in einer vorkonfigurierten Ausführung angeboten, die die Zulassung für Deutschland bereits erhalten hat. Weitere Zulassungen bestehen für Rumänien und Bulgarien. Dies soll die Kosten reduzieren.
Die Lokomotiven sind seit dem Vorstellungstermin bestellbar und werden standardmäßig in der Farbe „capriblau“ (RAL 5019) geliefert. In Deutschland registrierte Maschinen erhalten die Baureihenbezeichnung 192.

## Technik
Die Smartron-Lokomotiven basieren auf der Vectron AC mit mittlerer Leistung. Mit 5600 kW Leistung und einer Dienstmasse von 83 Tonnen besitzen sie eine Leistungskennziffer von 67,5 kW/t. Sie werden mit Wechselstrom unter Oberleitung betrieben. Es sind Spannungen von 15 kV bei einer Frequenz von 16,7 Hz beziehungsweise 25 kV bei 50 Hz möglich. Die Lokomotiven können für Doppeltraktionen mit anderen Smartron- sowie Vectron- und ES64F4-Lokomotiven ausgelegt und geliefert werden. Sie sind in erster Linie für den Güterverkehr ausgelegt. Mit einer Zugsammelschiene und der Höchstgeschwindigkeit von 160 km/h können jedoch auch Reisezüge bespannt werden.

## Bilder

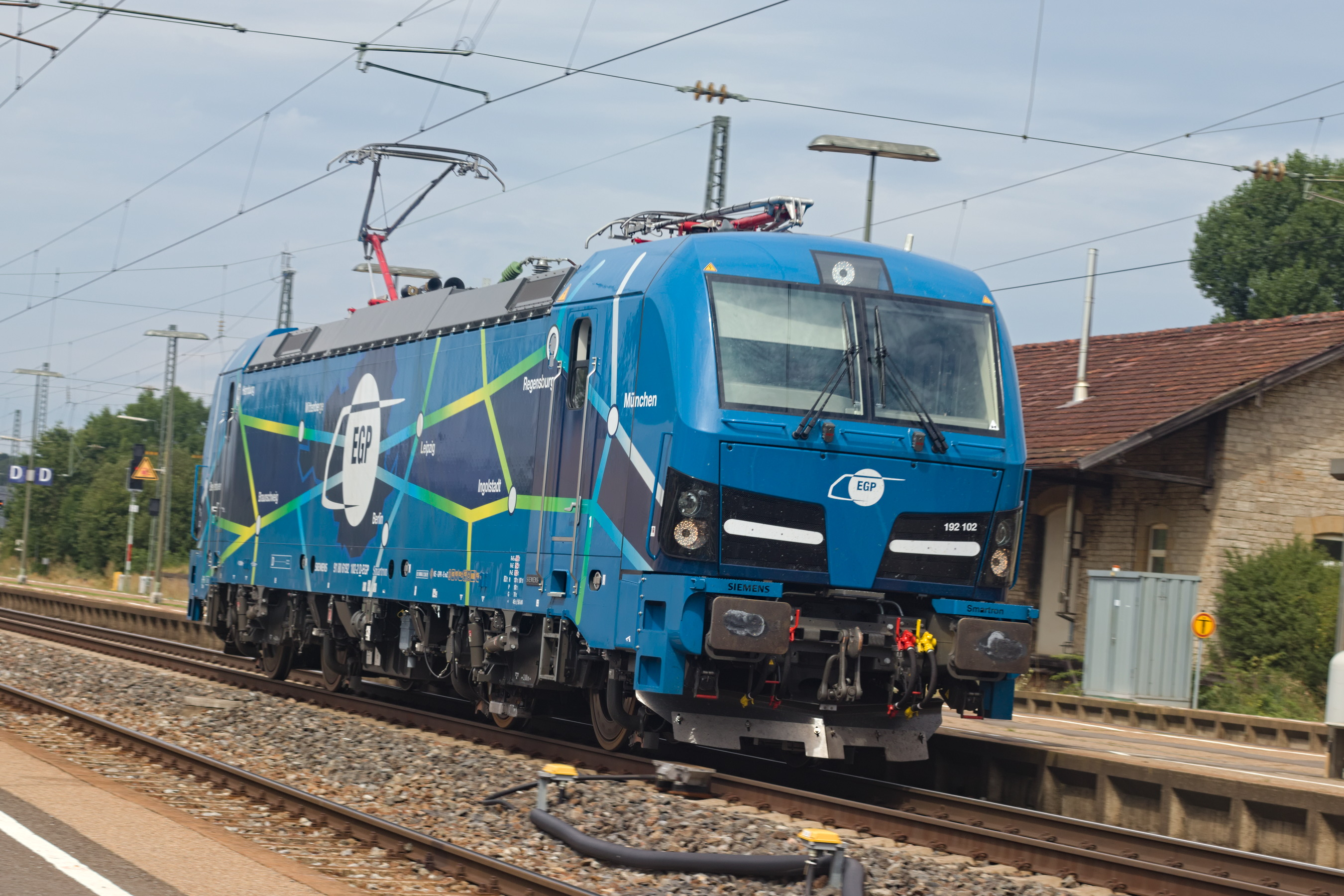
192 102 in Steinach (August 2019)
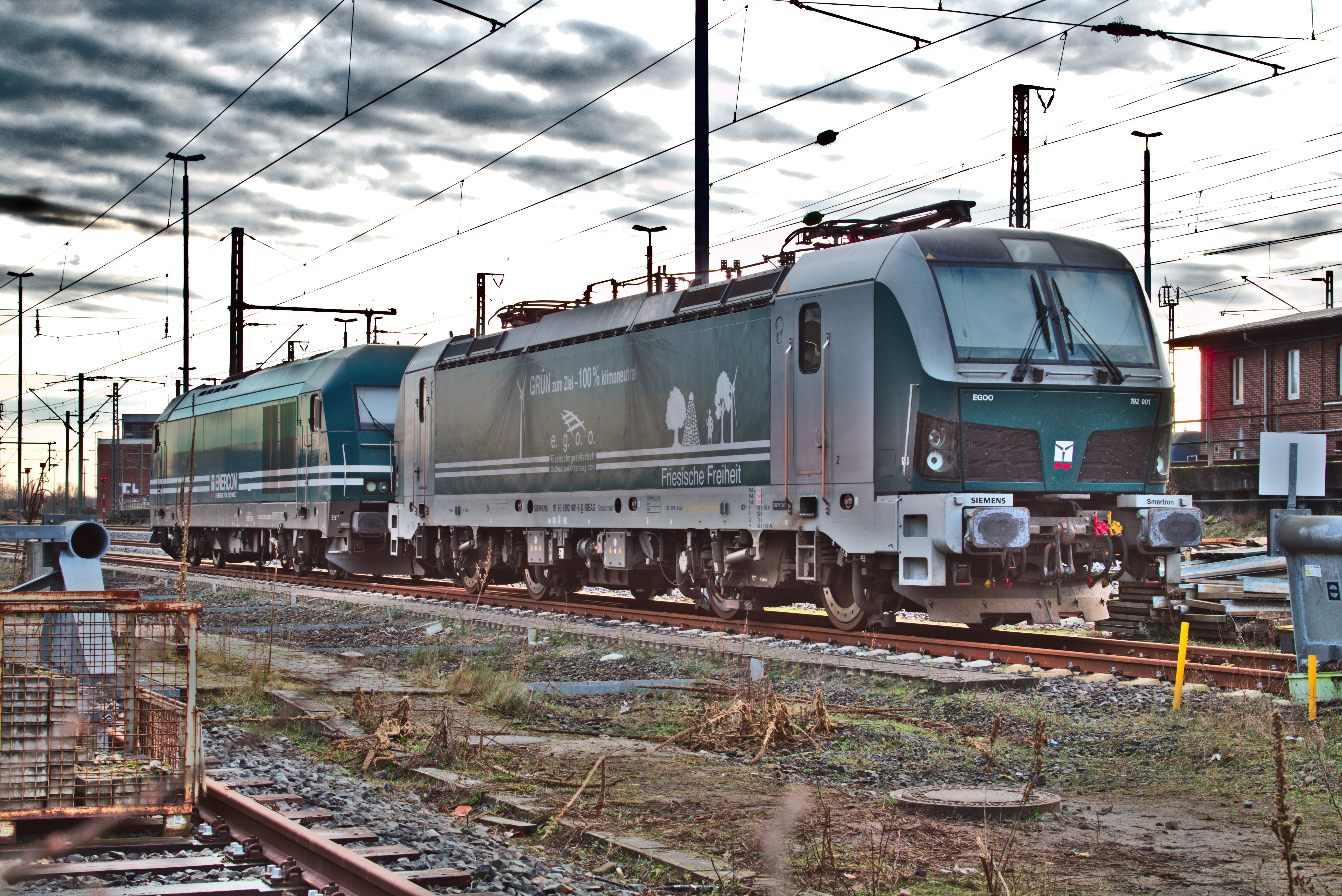
192 001 in Oldenburg Hbf (Dezember 2019)
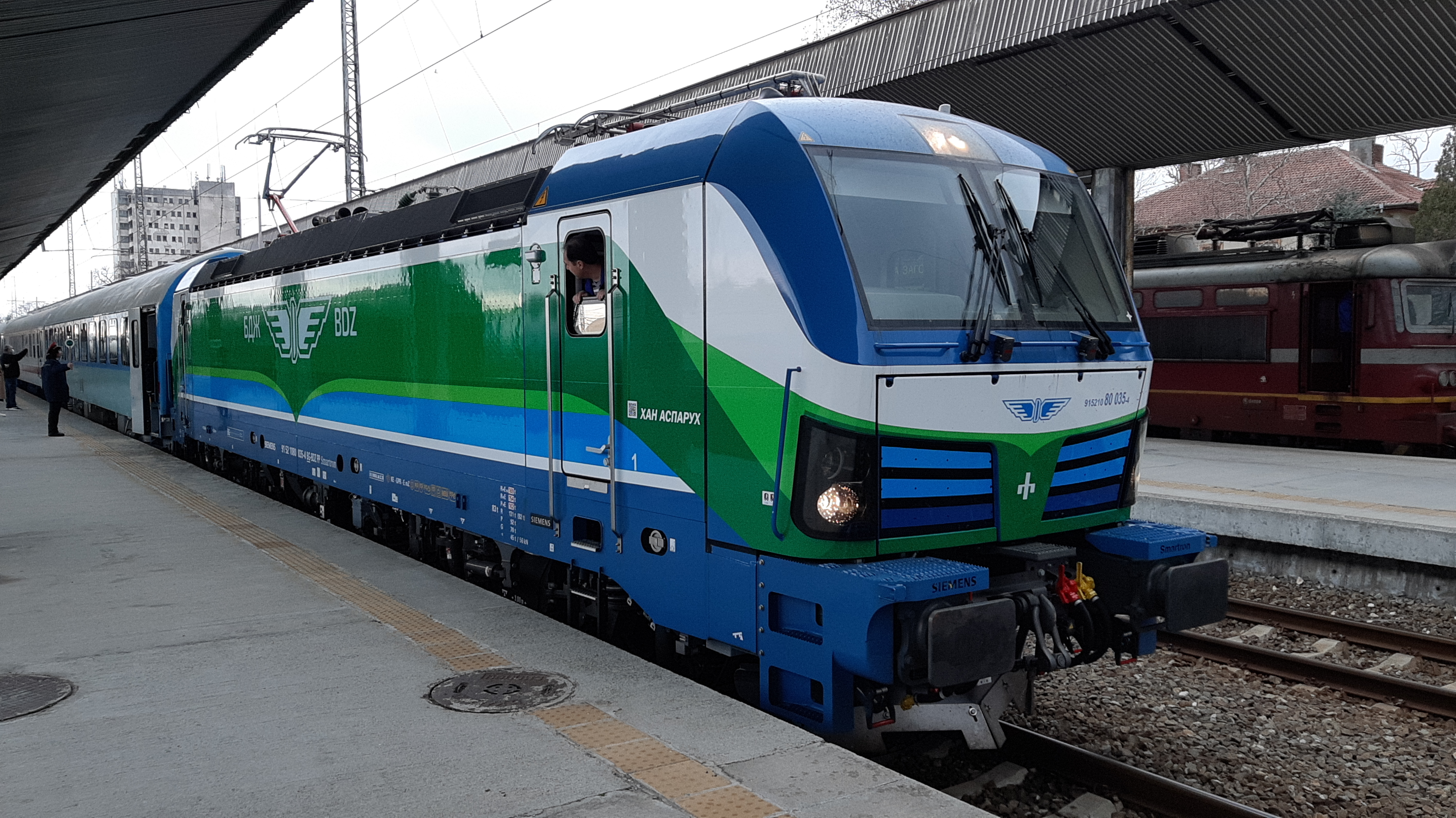
080 035 in Stara Sagora (Dezember 2020)
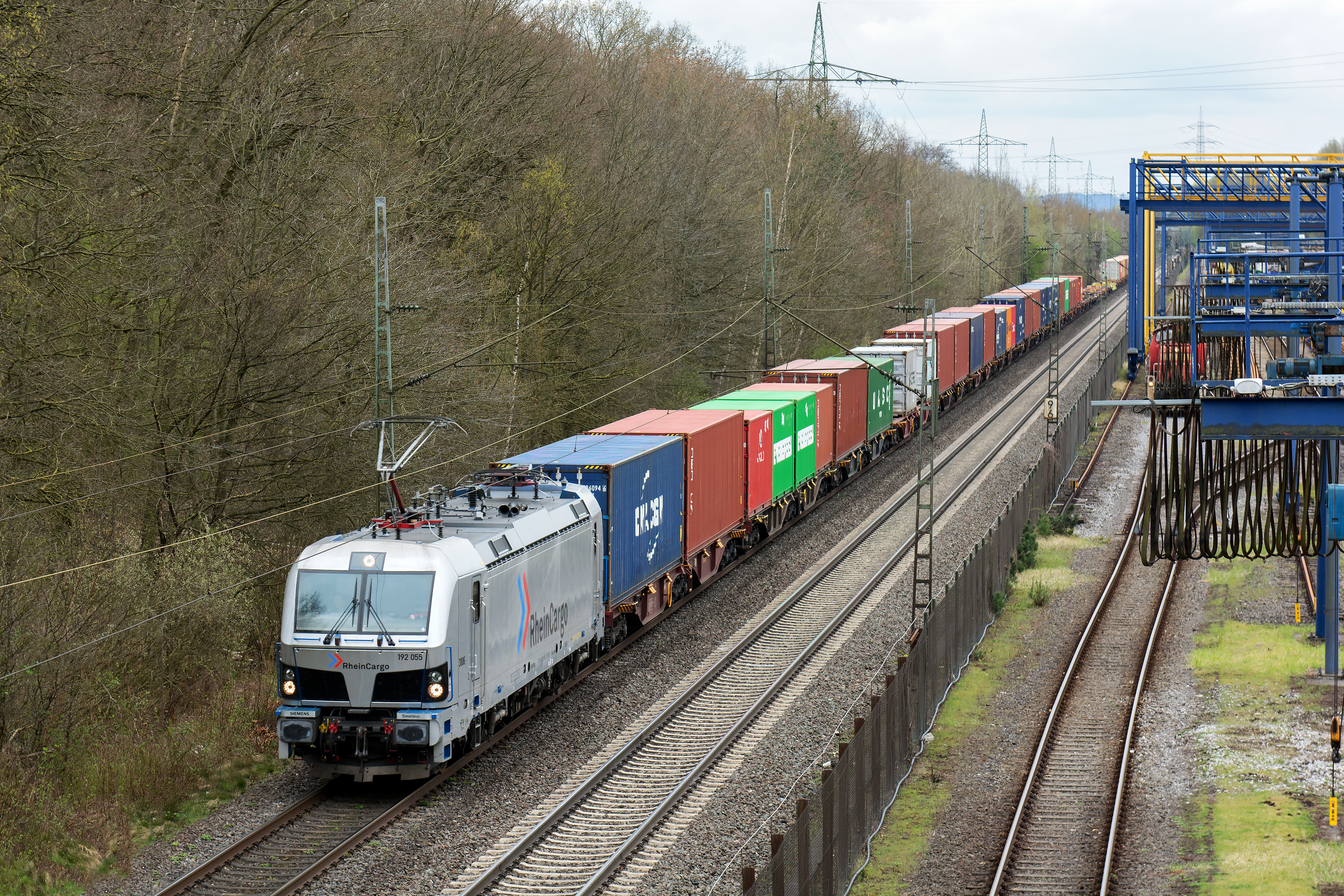
192 055 nahe Wedau (April 2022)

## Kunden
In der nachfolgenden Übersicht werden alle durch Belege nachgewiesenen Bestellungen zusammengefasst und zu einer Gesamtzahl addiert.
| Jahr                | Besteller                                                   | Einsatzland                    | Anzahl | Option | Beleg                                            | Fahrzeugnummern                                             |
| ------------------- | ----------------------------------------------------------- | ------------------------------ | ------ | ------ | ------------------------------------------------ | ----------------------------------------------------------- |
| 2018                | Eisenbahngesellschaft Potsdam                               | Deutschland                    | 04     |        | [ 7 ] [ 8 ]                                      | 91 80 6 192 101–104                                         |
| 2018                | Infraleuna                                                  | Deutschland                    | 02     |        | [ 9 ]                                            | 91 80 6 192 003–004                                         |
| 2018                | Eisenbahngesellschaft Ostfriesland-Oldenburg mbH (e.g.o.o.) | Deutschland                    | 01     |        | [ 10 ]                                           | 91 80 6 192 001                                             |
| 2018                | Paribus Gruppe (Vermietung durch Northrail GmbH)            | Deutschland                    | 22     | 03     | [ 11 ] [ 12 ] [ 13 ] [ 14 ] [ 15 ] [ 16 ] [ 17 ] | 91 80 6 192 009–018, 024, 043, 047, 050, 059–061            |
| 2019                | Eisenbahnen und Verkehrsbetriebe Elbe-Weser                 | Deutschland                    | 01     |        | [ 18 ]                                           | 91 80 6 192 005                                             |
| 2019                | PIMK                                                        | Bulgarien                      | 05     |        | [ 19 ] [ 20 ] [ 21 ]                             | 91 52 10 80 001–003, 006, 019                               |
| 2019                | BBL Logistik                                                | Deutschland                    | 01     |        | [ 22 ]                                           | 91 80 6 192 008                                             |
| 2019                | Spitzke Logistik                                            | Deutschland                    | 01     |        | [ 18 ]                                           | 91 80 6 192 007                                             |
| 2019                | E-P Rail                                                    | Rumänien                       | 05     |        | [ 20 ]                                           | 91 53 0 192 003–007                                         |
| 2020                | Bulmarket                                                   | Bulgarien                      | 02     |        | [ 23 ] [ 24 ]                                    | 91 52 10 80 028–029                                         |
| 2020 2024           | Bulgarische Staatseisenbahn (BDŽ)                           | Bulgarien                      | 25     |        | [ 23 ] [ 25 ] [ 26 ] [ 27 ]                      | 91 52 10 80 035–042, 044, 048–049, 051–054                  |
| 2020                | Unicom Tranzit                                              | Rumänien                       | 02     |        | [ 28 ]                                           | 91 53 0 192 001–002                                         |
| 2020                | MMV Rail                                                    | Rumänien                       | 01     |        | [ 29 ]                                           | 91 80 0 192 025                                             |
| 2020 2021 2022      | RheinCargo                                                  | Deutschland                    | 08     |        | [ 30 ] [ 31 ]                                    | 91 80 6 192 031–034, (2020) 045, 055 (2021) 056, 057 (2022) |
| 2021 2022 2023 2024 | Cargounit                                                   | Deutschland Bulgarien Rumänien | 16     |        | [ 32 ] [ 33 ] [ 34 ] [ 35 ]                      |                                                             |
| 2022                | European Locomotive Leasing (ELL)                           | Rumänien                       | 01     |        | [ 36 ]                                           | 91 53 0 192 008                                             |
| 2022                | European Locomotive Leasing (ELL)                           | Bulgarien                      | 02     |        | [ 37 ] [ 38 ]                                    | 91 52 10 80 063–064                                         |
|                     |                                                             | Gesamt                         | 99     | 03     |                                                  |                                                             |